# Tribune du Balkan
La Tribune du Balkan (en bulgare : Балканска трибуна) est un quotidien d'information indépendant bulgare publié à Sofia de 1906 à 1908.

## Historique
Fondé par Ivan Ikonomov, son rédacteur en chef est Ivan Andreïev. Le journal a de fortes positions anti-monarchistes. Matei Gerov, Stoyan Vlasakov, Michalaki Georgiev, Vladimir Bobochevski, Petar Papantchev participent à l'éditorial. Le journal s'oppose au gouvernement de Stambolov, de Dimitar Petkov et de Petar Gudev. Les numéros 34, 44, 49 et 55 ont été censurés pour insulte au monarque. Le dessinateur Ivan Slavov a publié dans le journal de nombreuses caricatures antimonarchistes très provocatrices.

## Nouveau titre
De 1909 à 1917, il perdura sous le nom de Nouvelle Tribune Balkanique. Il fut de nouveau censuré à plusieurs reprises pour ses contenus opposés au régime. Dans le journal écrivent Anton Strashimirov, Ana Karima, Dimitar Hristodorov, Hristo Tsankov Derizhan, Pavel Deliradev, Krastyu Krastev, Asen Zlatarov et d'autres.